# 杜松子

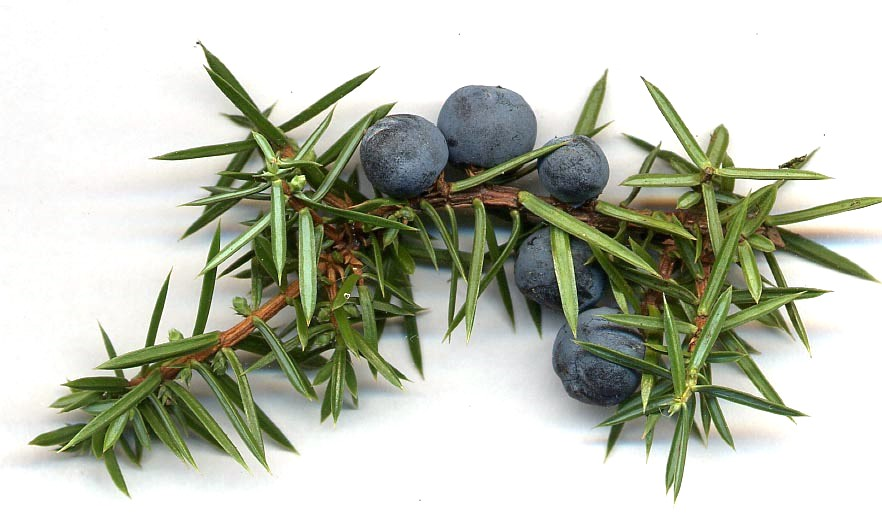
類似藍莓的松球 - 杜松子

杜松子（英語：Juniper berry），數種刺柏屬中的植物所產生的雌性松球皆可稱作杜松子，通常為分布最廣的歐刺柏（學名：Juniperus communis），亦可能是來自杜松（Juniperus rigida）、臺灣刺柏（Juniperus formosana）、西伯利亞刺柏（Juniperus sibirica）...等。但是有明確研究叉子圓柏（Juniperus sabina）具有毒素，會傷害胃及腎臟不可食用。

## 效用

#### 藥用
杜松子有強大的抗氧化力，能幫身體遏制導致許多疾病產生的自由基。成分中還含有Terpinen-4-ol（萜品烯-4-醇）可以抗菌。
常見用途還有利尿消水腫，甚至能達到初步抗糖尿病的作用，亦有治風濕、痛風、腎炎等效果。
與此同時，若有腎臟相關疾病或是懷孕中，應避免食用。

#### 料理
屬調理香料之一，帶有獨特的木質調香味和輕微的苦味，亦會因產地品種不同而有細微差異。
多用於醃漬調味野鳥、野豬、鹿肉、豬肉等腥羶味較重的肉品。在北歐亦有搭配鮭魚料理。
常見料理如：德國豬腳、煎鴨胸、烤鹿肉排、燻鮭魚...等。

#### 琴酒
琴酒的前身就是杜松子酒（Genever），一種把麥類發酵蒸餾後的中性烈酒添加杜松子風味的烈酒，本身還可分為兩種類型：jonge (young) 與 oude (old)，分別是麥酒添加的程度。
而如今琴酒已經延伸出許多種類，但都不外乎要有杜松子作為材料之一，除了黑刺李琴酒這特例之外。